# Surselva (huyện)
Huyện Surselva (tiếng Pháp: District du Surselva, tiếng Đức: Bezirk Surselva) là một huyện hành chính của Thụy Sĩ. Huyện này thuộc bang Graubünden. Huyện Surselva có diện tích 1261 km², dân số theo thống kê của cục thống kê Thụy Sĩ năm 1999 là 22166 người. Trung tâm của huyện đóng ở Ilanz. Mã của huyện là 1831.